# Ordine di Lāčplēsis
L'Ordine di Lāčplēsis è il primo (per istituzione) nonché il più alto degli ordini conferiti dalla Repubblica di Lettonia. Fu istituito nel 1919 dal Supremo Comandante dell'Esercito Lettone, il colonnello Jānis Balodis.

## Storia
Nel periodo 1919-1928 i riconoscimenti di I Classe furono conferiti a 11 persone, quelli di II Classe a 61 persone (di cui 18 lettoni e 43 stranieri) e quelli di III Classe a 2072 persone (1600 soldati dell'esercito lettone, 202 ex-fucilieri lettoni e 271 stranieri). Tra i riceventi si contano 11 lituani, 47 tedeschi, 15 russi, 9 polacchi, 4 ebrei e 3 bielorussi.
Tre donne ricevettero l'Ordine di III Classe: Valija Vescunas-Jansone, Lina Canka-Freidenfelde e Elza Ziglevica.
L'Ordine è stato conferito a soldati degli eserciti di Estonia, Polonia, Francia, Italia, Finlandia, Cecoslovacchia, Lituania, Danimarca, Belgio, Stati Uniti d'America e Giappone.
La prima cerimonia avvenne in Piazza Esplanāde, a Rīga, il giorno 11 novembre 1920, alla presenza del Presidente della Repubblica Jānis Čakste che decorò personalmente i sette più alti ufficiali dell'esercito lettone: il Generale Peteris Radzins, i Colonnelli Martins Penikis, Krišjānis Berķis, Julijs Jansons e Janis Apinis, e i Luogotenente Colonnelli Oskars Dankers e Janis Purins.
L'Ordine Militare di Lāčplēsis fu anche conferito a stranieri: al Comandante dell'esercito estone, il Generale Johan Laidoner, ai Marescialli polacchi Józef Piłsudski e Edward Rydz-Śmigły, al Re d'Italia Vittorio Emanuele III e al Primo Ministro Benito Mussolini, al Re Alberto I del Belgio e al Maresciallo e Generalissimo francese Ferdinand Foch.
Anche la Fortezza di Verdun è stata insignita dell'Ordine, per l'eroismo dei suoi difensori durante la prima guerra mondiale.

## Classi
L'Ordine disponeva delle seguenti classi di benemerenza:
- Cavaliere di I Classe
- Cavaliere di II Classe
- Cavaliere di III Classe

| Insegne                 | Insegne                | Insegne               |
| ----------------------- | ---------------------- | --------------------- |
|                         |                        |                       |
| Nastri                  |                        |                       |
| Cavaliere di III Classe | Cavaliere di II Classe | Cavaliere di I Classe |

## Insegne
- La medaglia dell'ordine militare di Lāčplēsis era composta da una Croce di Tuono e una Croce di Fuoco smaltate, dai bordi rossi e dorati. Al centro della parte frontale c'era un medaglione che ritraeva l'eroe leggendario Lāčplēsis mentre combatteva contro un orso. Sull'altra faccia della medaglia, c'erano incise la data 11 novembre 1919 (ossia quando l'esercito lettone costrinse l'armata di Pavel Bermondt-Avalov a lasciare Riga) e le parole Par Latviju (Per la Lettonia). Sui bordi delle croci vi erano incise le lettere H. B., il marchio di fabbrica dell'artigiano Hermanis Banks. Il disegno del riconoscimento fu di J. Liberts; mentre R. Zarins si occupò dell'attestato che viene consegnato insieme alla medaglia, e che spiega brevemente la motivazione del riconoscimento.
- Il nastro era bianco con tre strisce rosse.